# 碳中和

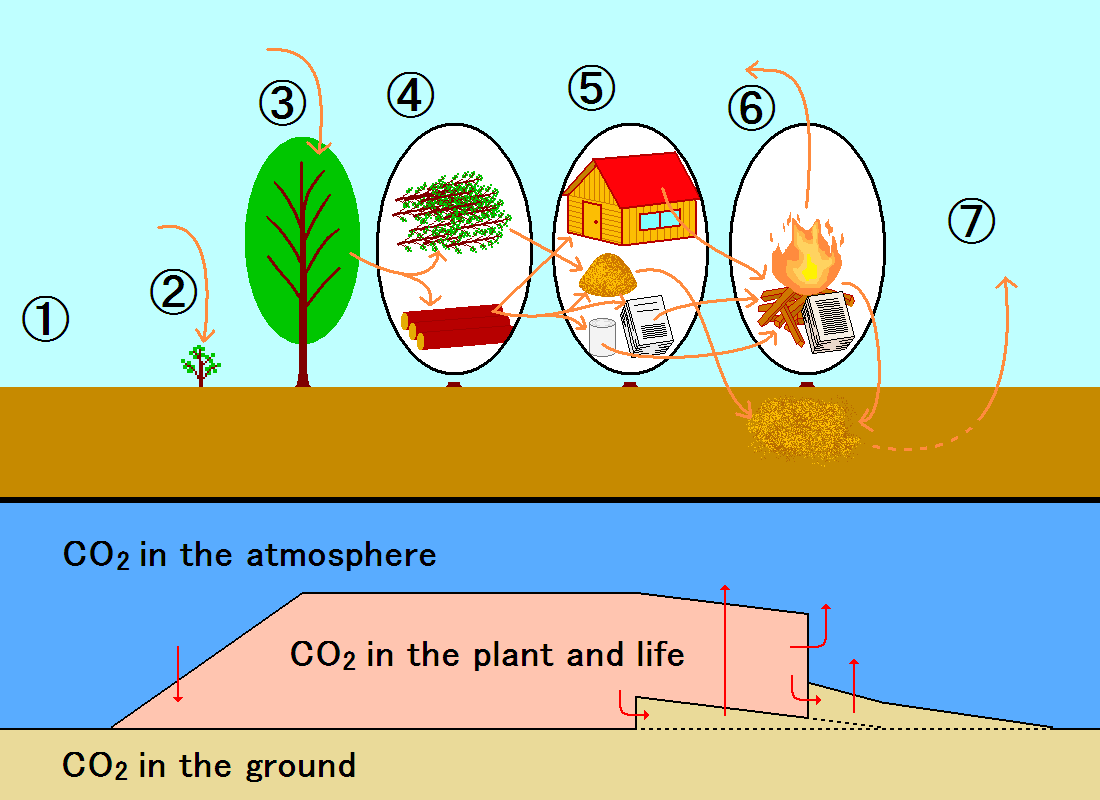
碳中和過程中的植物利用與碳量變化：
①尚未行動；②種植樹木，其生長過程中從大氣吸收二氧化碳；③樹木生長接近完成；④林木砍伐和加工；⑤用於造紙和建築材料；⑥材料最終焚化，二氧化碳回到大氣中，灰和爐渣回到地面；⑦微生物降解後，二氧化碳和甲烷返回大氣中。

碳中和                                   （英語：carbon neutrality），是指国家、企业、产品、活动或个人在一定时间内直接或间接产生的二氧化碳排放总量，通过使用低碳能源取代化石燃料、植树造林、节能减排等形式，以抵消自身产生的二氧化碳排放量，实现正负抵消，达到相对“零排放”。
要達成碳中和一般有两种做法：......
- 透過碳補償機制，使其產生的碳排放量等同在其它地方減少的碳排放量。例如：植樹造林、購買再生能源憑證。
- 使用低碳或零碳排的技術（參見低碳經濟）。例如使用再生能源（如風能和太陽能），以避免因燃燒化石燃料而排放二氧化碳到大氣中；最終目標是僅使用低碳能源，而非化石燃料，使碳的釋放與吸收回地球的量達平衡不增加。

透過碳交易付錢給其他國家或地區以換取其二氧化碳排放權，可以在減排目標不變的情況下節省成本；但由於此一做法並未真正達成減少二氧化碳總排放量的效果，因而常遭受批評。
碳足跡為是否達到碳中和的重要指標。有時不僅考慮二氧化碳，同時也考慮包含了其他溫室氣體的排放（例如甲烷）。
淨零排放（net zero emissions）其指的是溫室氣體淨排放為零，在近幾年更常被使用。與碳中和不同的是，淨零排放包含所有溫室氣體，且抵銷排放的做法只考慮能實際將溫室氣體從大氣移除的方式（如：植樹造林、碳捕集與封存）。

## 過程
一般會透過以下步驟，來達到碳中和：
- 承諾：以企業或是國家為單位，宣布碳中和的目標。
- 計算和分析：計算現有的二氧化碳排放，並分析如何將其減量。
- 執行：企業或地方政府，導入相關的環境及能源管理系統。
- 減量：透過內部的改變，達到減少二氧化碳的排放。例如：減少能源消耗（使用大眾運輸取代開車），使用低碳排能源（例如：再生能源及核能）。
- 抵消：透過碳補償機制，藉由減少外部的排放，來抵消自身造成的二氧化碳排放。例如：種樹、碳捕捉。
- 定期評估：定期的評估，並將成果整理發表，來檢討並改進其減少排放的措施。

## 直接和間接碳排
一個企業或國家要達成碳中和，必須將其碳足跡減為零。根據遵循的標準，來決定其二氧化碳排放的計算範圍。
一般來說，直接排放一定要減少或是抵消為零。而使用電力造成的間接排放，可透過購買再生能源來抵消。
直接排放包括其直接行活動造成的任何排放，例如產品製造、交通工具的使用、畜牧動物等。
間接排放包括使用或購買產品所產生的所有排放。例如，航空公司的直接排放物是燃燒的所有噴氣燃料，而間接排放包括飛機的製造和處維修保養，辦公室所用的電力以及員工上下班途中的每日排放。電力公司的直接排放，為發電廠使用的燃料造成的排放，而辦公室的使用則是間接排放。

## 全球碳中和进程
1988年政府間氣候變化委員會（Intergovernmental Panel on Climate Change，縮寫IPCC）由世界氣象組織和聯合國環境署合作成立，專責研究由人類活動所造成的氣候變遷。
1992年5月聯合國氣候變遷綱要公約（United Nations Framework Convention on Climate Change，縮寫作UNFCCC）通過，目標是將大氣中溫室氣體的濃度穩定在防止氣候系統受到危險的人為干擾的水平上。
1995年3月28日至4月7日UNFCCC締約方在德國柏林舉行第一屆聯合國氣候變化大會（Conferences of the Parties, COP1）。
1997年12月在日本京都舉行第三屆聯合國氣候變化大會（COP3），通過了京都議定書(Kyoto Protocol)。目標是將大氣中的溫室氣體含量穩定在一個適當的水準，大多數工業化國家和一些中歐轉型經濟體同意在2008年至2012年期間將溫室氣體排放量比1990年的水平平均減少6%至8%。
2015年12月，各国在《巴黎协定》中承诺，把全球平均气温上升控制在较工业化前不超过2°C之内，并争取控制在1.5°C之内，并在2050-2100年实现全球“碳中和”目标，即温室气体的排放与吸收之间的平衡。各国需制定碳排放减排目标，即“国家自主贡献”（NDC），每五年更新一次减排进展。
2018年9月，美国加利福尼亚州州长杰里·布朗签署了碳中和令，该州几乎同时通过了一项法律，在2045年前实现电力100%可再生，但其他行业的绿色环保政策还不够成熟。
2019年6月，法国国民议会投票将净零目标纳入法律。在今年6月份的报告中，新成立的气候高级委员会建议法国必须将减排速度提高三倍，以实现碳中和目标。
2020年1月。奥地利联合政府宣誓就职后，承诺在2040年实现气候中立，在2030年实现100%清洁电力，并以约束性碳排放目标为基础。
2020年3月，欧盟委员会公布《欧洲气候法》草案，决定以立法的形式明确，欧洲到2050年实现“碳中和”，即温室气体净排放量到2050年降为零。草案要求，欧盟所有机构和成员国都采取必要措施以实现上述目标。根据2019年12月公布的“绿色协议”，欧盟委员会正在努力实现整个欧盟2050年净零排放目标，该长期战略于2020年3月提交联合国。
2020年9月，中国领导人习近平在第七十五届联合国大会一般性辩论上表示，中国将提高国家自主贡献力度，采取更加有力的政策和措施，二氧化碳排放力争于2030年前达到峰值，努力争取2060年前实现碳中和。这一目标后来写入了2021年公布的十四五规划中。
2020年10月，日本首相菅义伟在向国会发表首次施政讲话时宣布，日本将在2050年实现温室气体净零排放，完全实现碳中和。这是日本政府首次提出进入脱碳社会的具体时间表。同月28日，韩国总统文在寅也表示将在2050年完成碳中和。
2021年5月6日，美國智庫榮鼎諮詢（Rhodium Group）發布的報告顯示，中國温室氣體排放量在2019年佔全球的27%，超過發達國家的總和，遠超越排名第二的美國（11%）和排名第三的印度（6.6%）。

### 各國淨零排放目標
有兩個國家已經達到或超過淨零排放的目標：
- 不丹 （負碳排）[14]
- 苏里南 （2014年後達成負碳排）[15][16]

截至2020年12月，許多國家已宣布淨零排放的意向及目標的經濟轉型。其中六個國家已完成立法規範在2050年達到淨零排放，包括英國、法國、丹麥、瑞典（2045）、紐西蘭、匈牙利。六個國家或地區已提出立法草案，分別為歐盟、加拿大、南韓、西班牙、智利、斐濟。另外有14個國家己納入政策議程。
| 國家/地區  | 目標                      | 目標                             | 資料來源                    |
| 國家/地區  | 年                        | 狀態                             | 資料來源                    |
| ---------- | ------------------------- | -------------------------------- | --------------------------- |
| 阿根廷     | 2050                      | 向聯合國氣候變遷綱要公約提交計畫 | [ 20 ]                      |
|            | 2050–2100                 | 承諾達成巴黎協定                 | [ 21 ]                      |
| 奥地利     | 2040                      | 政治協議達成                     | [ 18 ] [ 22 ] [ 23 ] [ 24 ] |
| 比利时     | 2050                      | 納入政策議程                     | [ 25 ]                      |
| 巴西       | 2060                      | 向聯合國氣候變遷綱要公約提交計畫 | [ 18 ]                      |
| 加拿大     | 2050                      | 政策討論                         | [ 26 ] [ 27 ]               |
| 中國       | 2060                      | 納入政策議程                     | [ 28 ]                      |
| 智利       | 2050                      | 討論中                           | [ 18 ]                      |
| 哥伦比亚   |                           |                                  | [ 29 ]                      |
|            | 2050                      | 納入政策議程                     | [ 18 ]                      |
| 丹麦       | 2050                      | 已立法                           | [ 18 ]                      |
| 衣索比亞   | 2025或2030                | 納入政策議程                     | [ 30 ] [ 31 ]               |
| 欧洲联盟   | 2050                      | 政治協議達成                     | [ 32 ] [ 33 ]               |
| 斐济       | 2050                      | 承諾達成巴黎協定                 | [ 18 ]                      |
| 芬兰       | 2035                      | 政治協議達成                     | [ 18 ]                      |
| 法國       | 2050                      | 已立法                           | [ 18 ]                      |
| 匈牙利     | 2050                      | 已立法                           | [ 18 ]                      |
| 冰島       | 2040                      | 納入政策議程                     | [ 18 ]                      |
| 德国       | 2050                      | 已立法                           | [ 18 ]                      |
| 愛爾蘭     | 2050                      | 政治協議達成                     | [ 18 ]                      |
| 日本       | 2050                      | 納入政策議程                     | [ 18 ]                      |
|            | 2060                      | 向聯合國氣候變遷綱要公約提交計畫 | [ 34 ]                      |
| 盧森堡     |                           |                                  | [ 35 ]                      |
| 马绍尔群岛 | 2050                      | 承諾達成巴黎協定                 | [ 18 ]                      |
| 墨西哥     |                           |                                  | [ 36 ]                      |
| 尼泊尔     | 2050                      | 承諾達成巴黎協定                 | [ 18 ]                      |
| 荷蘭       |                           |                                  | [ 37 ]                      |
| 新西兰     | 2050                      | 已立法                           | [ 38 ]                      |
| 挪威       | 2050（實際） 2030（補償） | 納入政策議程                     | [ 18 ]                      |
| 葡萄牙     | 2050                      | 納入政策議程                     | [ 18 ]                      |
| 苏格兰     | 2045                      | 已立法                           | [ 39 ]                      |
| 新加坡     | 2050–2100                 | 向聯合國氣候變遷綱要公約提交計畫 | [ 18 ]                      |
| 斯洛伐克   | 2050                      | 納入政策議程                     | [ 18 ]                      |
| 南非       | 2050                      | 納入政策議程                     | [ 18 ]                      |
|            | 2050                      | 納入政策議程                     | [ 18 ]                      |
| 西班牙     | 2050                      | 立法中                           | [ 18 ]                      |
| 瑞典       | 2045                      | 已立法                           | [ 18 ] [ 40 ]               |
| 瑞士       | 2050                      | 納入政策議程                     | [ 18 ]                      |
| 东帝汶     |                           |                                  | [ 41 ]                      |
| 英国       | 2050                      | 已立法                           | [ 18 ]                      |
| 乌拉圭     | 2030                      | 承諾達成巴黎協定                 | [ 18 ]                      |
| 梵蒂冈     | 2050                      | 向聯合國氣候變遷綱要公約提交計畫 | [ 20 ]                      |
| 臺灣       | 2050                      | 納入政策議程                     | [ 42 ]                      |